# Pyrophorus
Pyrophorus és un gènere de coleòpters elatèrids bioluminescents, no emparentats amb les lampírids.
Són típics de les zones càlides i arbolades d'Amèrica, abundant principalment en les zones intertropicals i subtropicals (a Argentina fins a aproximadament el paral·lel 30°S).

## Llista d'espècies
- Pyrophorus angustus Blanchard, 1843
- Pyrophorus avunculus Costa, 1972
- Pyrophorus canaliculatus Eschscholtz, 1829
- Pyrophorus carinatus Eschscholtz, 1829
- Pyrophorus clarus Germar, 1841
- Pyrophorus cucujus Illiger, 1807
- Pyrophorus divergens Eschscholtz, 1829
- Pyrophorus dulcifer Costa, 1972
- Pyrophorus evexus Costa, 1972
- Pyrophorus expeditus Costa, 1972
- Pyrophorus foveolatus Germar, 1841
- Pyrophorus ignigenus Germar, 1841
- Pyrophorus indistinctus Germar, 1841
- Pyrophorus indulcatus Costa, 1972
- Pyrophorus ingens Costa, 1972
- Pyrophorus jocundus Costa, 1972
- Pyrophorus limbatus Candèze, 1863
- Pyrophorus lucidus Candèze, 1863
- Pyrophorus lucifer Illiger, 1807
- Pyrophorus luminosus  (Illiger, 1807)
- Pyrophorus magnus Costa, 1972
- Pyrophorus melitus Costa, 1972
- Pyrophorus mellifluus Costa, 1972
- Pyrophorus mutatus Candèze, 1893
- Pyrophorus nyctophanus Germar, 1841
- Pyrophorus nigropunctatus Drapiez, 1820
- Pyrophorus noctilucus (Linnaeus, 1758)
- Pyrophorus phosphorescens Laporte, 1840
- Pyrophorus pisticus Costa, 1972
- Pyrophorus plagiophthalmus Germar, 1841
- Pyrophorus punctatissimus Blanchard, 1843
- Pyrophorus pyropoecilus Germar, 1841
- Pyrophorus strabus Germar, 1841
- Pyrophorus stupendus Costa, 1972
- Pyrophorus tuberculifer Eschscholtz, 1829
- Pyrophorus validus Costa, 1972
- Pyrophorus veriloquus Costa, 1972